# John Manners (8e comte de Rutland)
John Manners, 8e comte de Rutland (10 juin 1604 - 29 septembre 1679), est un homme politique anglais qui siège à la Chambre des communes de 1640 à 1641, date à laquelle il hérite de la pairie.

## Biographie
Il est le fils de George Manners de Haddon Hall, Derbyshire, fils de John Manners. Sa mère est Grace Pierrepont, fille d'Henry Pierrepont (député). Il est l'arrière-petit-fils de Thomas Manners (1er comte de Rutland). Il est admis au Queens' College de Cambridge au printemps 1619 et obtient une maîtrise en 1621. Il est admis au Inner Temple en novembre 1621. En 1632, il est haut-shérif du Derbyshire.
En avril 1640, il est élu député de Derbyshire dans le Court Parlement. En 1641, il hérite du comté à la suite du décès de son cousin germain George Manners (7e comte de Rutland) le 29 mars. En 1646, il est juge en chef à Eyre, au nord de Trent.
Après la restauration, Lord Rutland devient Lord Lieutenant du Leicestershire le 14 février 1667 et occupe ce poste jusqu'au 7 juillet 1677.
Il est mort à l'âge de 75 ans et est enterré à Bottesford, Leicestershire. Son fils John, devient le premier duc de Rutland, et lui succède.

## Famille
Il épouse Frances Montagu, fille d'Edward Montagu (1er baron Montagu de Boughton), en 1628. Ils ont sept enfants :
- Grace Manners (décédée le 15 février 1700), épouse d'abord Patrick Chaworth (3e vicomte Chaworth), et après son décès, épouse William Langhorne (1er baronnet) (en)[4]
- Margaret Manners (décédée en 1682), épouse James Cecil (3e comte de Salisbury).
- Frances Manners (c 1636 - 1660), mariée à John Cecil (4e comte d'Exeter).
- John Manners (1er duc de Rutland) (1638 - 1711)
- Elizabeth Manners (v. 1654 - 1700), épouse James Annesley (2e comte d'Anglesey).
- Dorothy Manners (v. 1656 - 1698), épouse Anthony Ashley-Cooper (2e comte de Shaftesbury)
- Anne Manners (née en 1655), mariée à Scrope Howe (1er vicomte Howe).